# Catocala desdemona
Catocala desdemona är en fjärilsart som beskrevs av H. Edwards 1882. Catocala desdemona ingår i släktet Catocala och familjen nattflyn. Inga underarter finns listade i Catalogue of Life.

## Bildgalleri

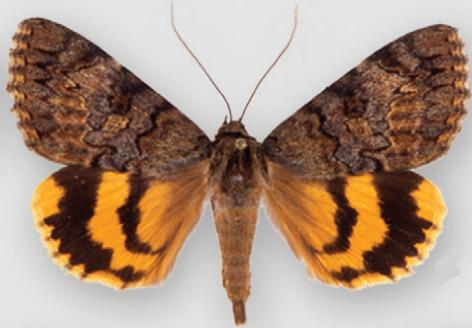